# 第二京浜国道
- 国道1号 > 第二京浜国道

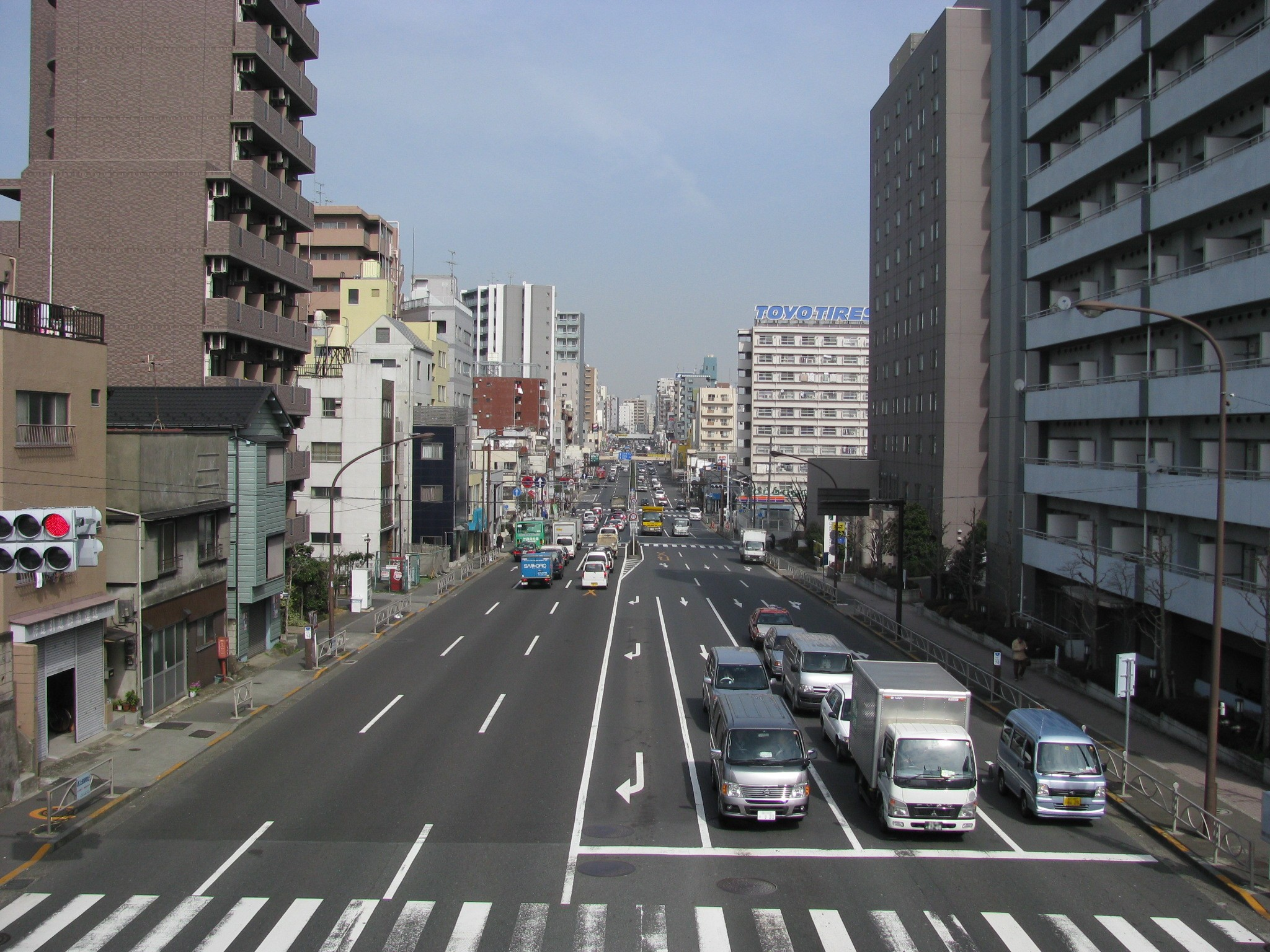
第二京浜国道
開通当初から電柱がない景観

第二京浜国道（だいにけいひんこくどう）とは、国道1号のうち、東京都品川区西五反田から神奈川県横浜市神奈川区青木町までの区間における道路通称名である。東京都通称道路名設定公告では第二京浜である（整理番号9）。
主に京浜地区において「第二京浜」あるいは「にこく」などと通称される（#通称を参照）。

## 概要
- 起点：東京都品川区西五反田（西五反田一丁目交差点）
- 終点：神奈川県横浜市神奈川区青木町（青木通交差点）

## 歴史

### 変遷
東京部分は帝都復興のための都市計画において1927年に放射1号として計画された。また「京濱國道」と呼ばれた現在の国道15号の前身である当時の国道1号のバイパスとして、1934年（昭和9年）1月に計画・同年10月14日に「新京濱國道」が着工される。そして、都市計画放射1号は新京浜国道と同一とされた。なお、新京浜国道は、1934年（昭和9年）5月1日に当時の国道1号の日本橋から神奈川までと重複をしていた国道36号（東京市と横浜港を結ぶ路線。現在の国道15号の前身）の経過地変更により、国道36号に指定される。
主要道路との交差はロータリーとし、環七通りとの交差や鉄道との交差は原則立体交差とされ、全ての電柱も廃されることとなる。高速車線・緩速車線・歩道とに分けられ、幅員は東京都内が25メートル (m)、多摩川大橋が22 m、神奈川県内が23 mとされた。全線片側2車線で設計された高速車線と緩速車線の間にはイチョウ並木が配され、当時としては世界的にも水準の高い道路が造られた。
1949年（昭和24年）の多摩川大橋開通により、往復4車線の高速車線のコンクリート舗装部分は大崎広小路から東神奈川まで車両の通行が可能となり、実質的な開通となる。その後、歩道やグリーンベルトの整備が時間を追って進められ、全線の工事完了は1958年（昭和33年）となる。また、1961年（昭和36年）頃にイチョウ並木のグリーンベルトが撤去された後も、多摩川大橋のみは緩速車線が歩道と同じ高さでしばらくの間残っており、歩道と緩速車線の間には白線が引かれていた。その後昭和40年代になり改築が行われ、歩道は高さを変えず、緩速車線を高速車線と同じ高さに下げることで、車道3車線がすべて同じレベルになり現在の姿になった。
1952年（昭和27年）12月4日に、新道路法に基づき日本橋から梅田新道までが一級国道1号として指定された際、東京から神奈川までの第二京浜国道が国道1号とされ、第一京浜国道が国道15号となる。

#### 建設に至る経緯

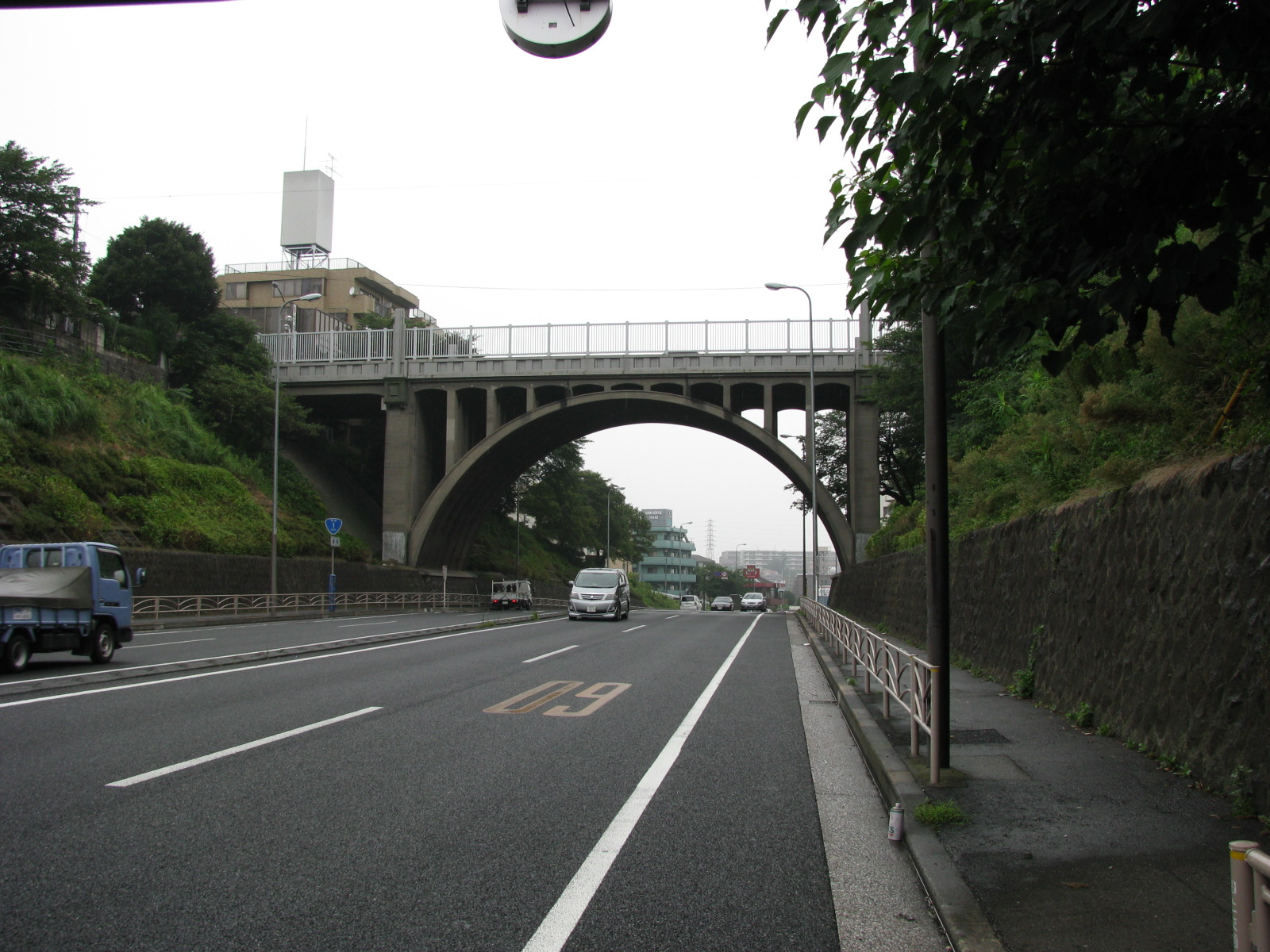
響橋
橋上は主要地方道85号水道道

国道15号第一京浜である当時の京濱國道は、京浜地域の発展と共に交通量が増大したため、道路の容量に対して交通量が飽和状態に陥る。また、交通量の増加による事故の増加も大きく問題になり、道路状況を改善することが急務になり、そのバイパスとして新京浜国道が必要となっていたためである。また、1940年（昭和15年）に開催予定で幻となった東京オリンピックのマラソンコースとして使用も考えられ、折り返し地点を横浜市鶴見区の響橋（通称めがね橋）をランドマークとしていた。
なお、軍用機の緊急離着陸が出来る滑走路の代わりとなる道路として考えられていたとの話があるが、実際に滑走路として使われた事実はない。
戦時の建設中断などにより、着工から完成まで約22年、総工費9億613万6334円（当時金額）を費やすことになる。
今後は、東京都側にて都市計画上は30 m - 33 mに、また、川崎市においても都市計画上30 mへ拡幅予定がある。他方、横浜市においては、道路幅はそのままに以前の車道3車線を歩道を拡張し車道を2車線に縮小して使用する方向で工事中である。また、多摩川大橋の歩道拡幅は2007年に上り線側から始まり2014年に下り線が完了し、従前の1.5 mから3 mに拡幅された。

### 年表
- 1927年（昭和2年）
旧東京市が策定した「大東京道路網計画」に放射1号として東京都側が計画される。
- 1934年（昭和9年）5月1日
「國道1號」との重複区間である、「國道36號」（東京市ヨリ横濱港ニ達スル路線）日本橋 - 神奈川間の経過地を変更する形で、新京浜国道の建設を決定する。
- 1936年（昭和11年）10月14日
新京浜国道の建設着工。
- 1940年（昭和15年）
松原橋立体が完成
- 1941年（昭和16年）3月
響橋が完成
- 1949年（昭和24年）4月30日
多摩川大橋が開通。これにより、車道部分は全線通行可能となる。
- 1952年（昭和27年）12月4日
新道路法に基づく路線指定で、東京都中央区-大阪府大阪市北区間を一級国道1号として指定する。この際、東京 - 横浜間は第二京浜国道である国道36号が国道1号となり、第一京浜国道である国道1号が国道15号となる。
- 1958年（昭和33年）3月
第二京浜国道が全線開通（大崎広小路交差点[1][注釈 2] - 青木通交差点間）
- 1965年（昭和40年）4月1日
道路法改正によって国道の一級・二級の別がなくなり、一般国道1号となる。

## 路線状況

### 通称
上記の通り、東京都内の道路名が「第二京浜」であるが、過去には建設当時は「新京浜国道」その後は「第二京浜国道」また「第二国道」と地図上に記載があり、フランク永井の「夜霧の第二国道」（ビクターレコード1957年、日活映画1958年）や、沿線の病院、商業施設などにその用例がある。また地元住人の間には「にこく」の通称もある。
同様に、戦後の占領軍統治の時には、占領軍は「大森アベニュー」と呼称を付けて管理していた。
これに対し第一京浜が「いちこく」と通称されたのは、京浜国道が新旧二つあったため、それらを区別するために当時の地元住民の間で自然発生的に生じたものである。上述のとおり、昭和27年に国道付番が改定される以前、従来の京浜国道は国道1号、新京浜国道は国道36号であるが、当時、国道番号は一般的ではなくそれらの番号で識別することは無かった。なお、第一京浜は明治、大正の第一国道で現在の国道15号であり、第二京浜が国道36号から現在の国道1号に変わった。
その後、東京都内の道路名は「第一京浜」「第二京浜」と正式に決定された。
なお、有料道路である第三京浜道路は当初国道ではなかったため、「さんこく」と呼ばれることは無い（開通当時の第三京浜については、第三京浜道路#変遷 を参照）。

### 道路施設

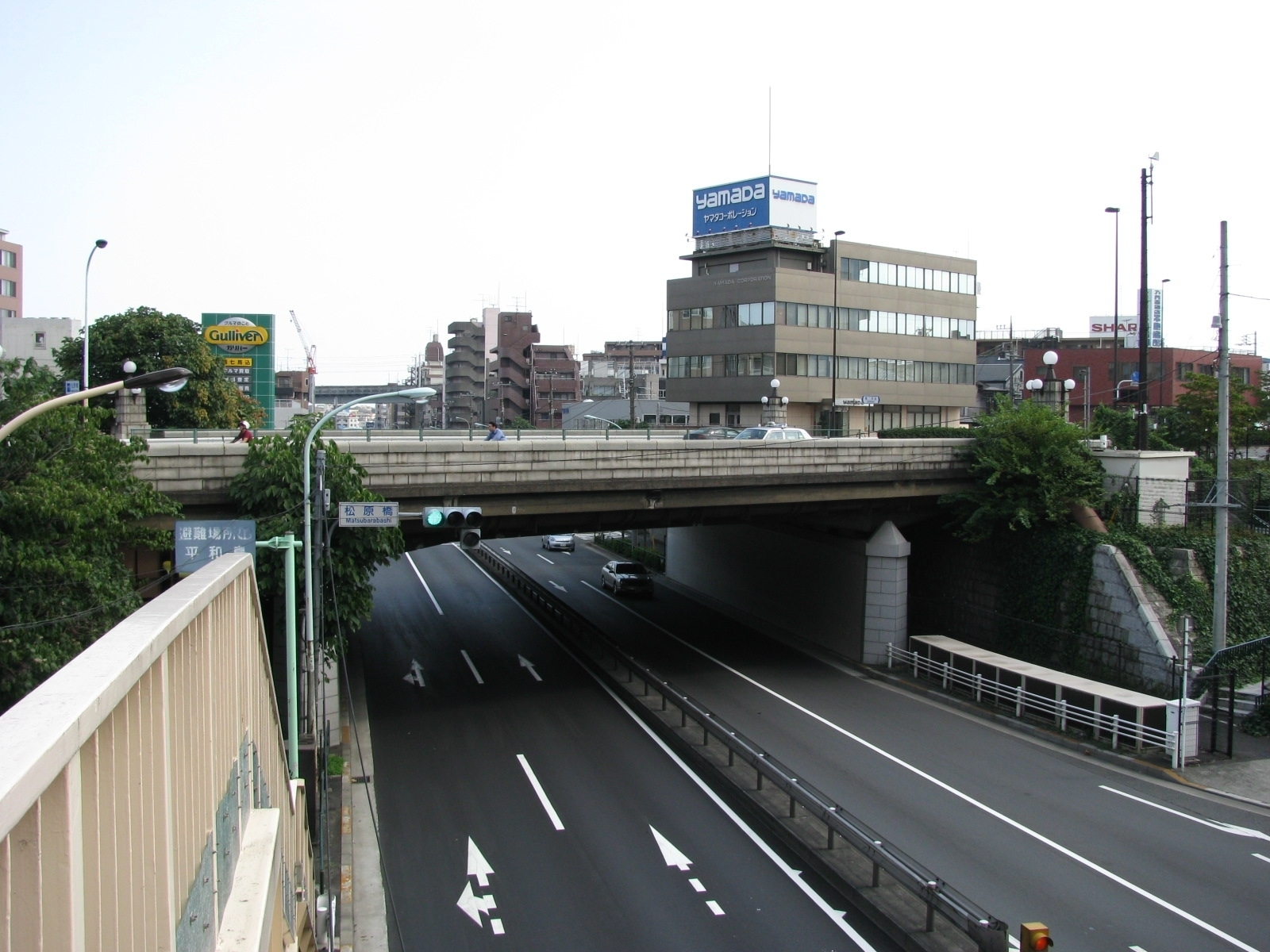
松原橋

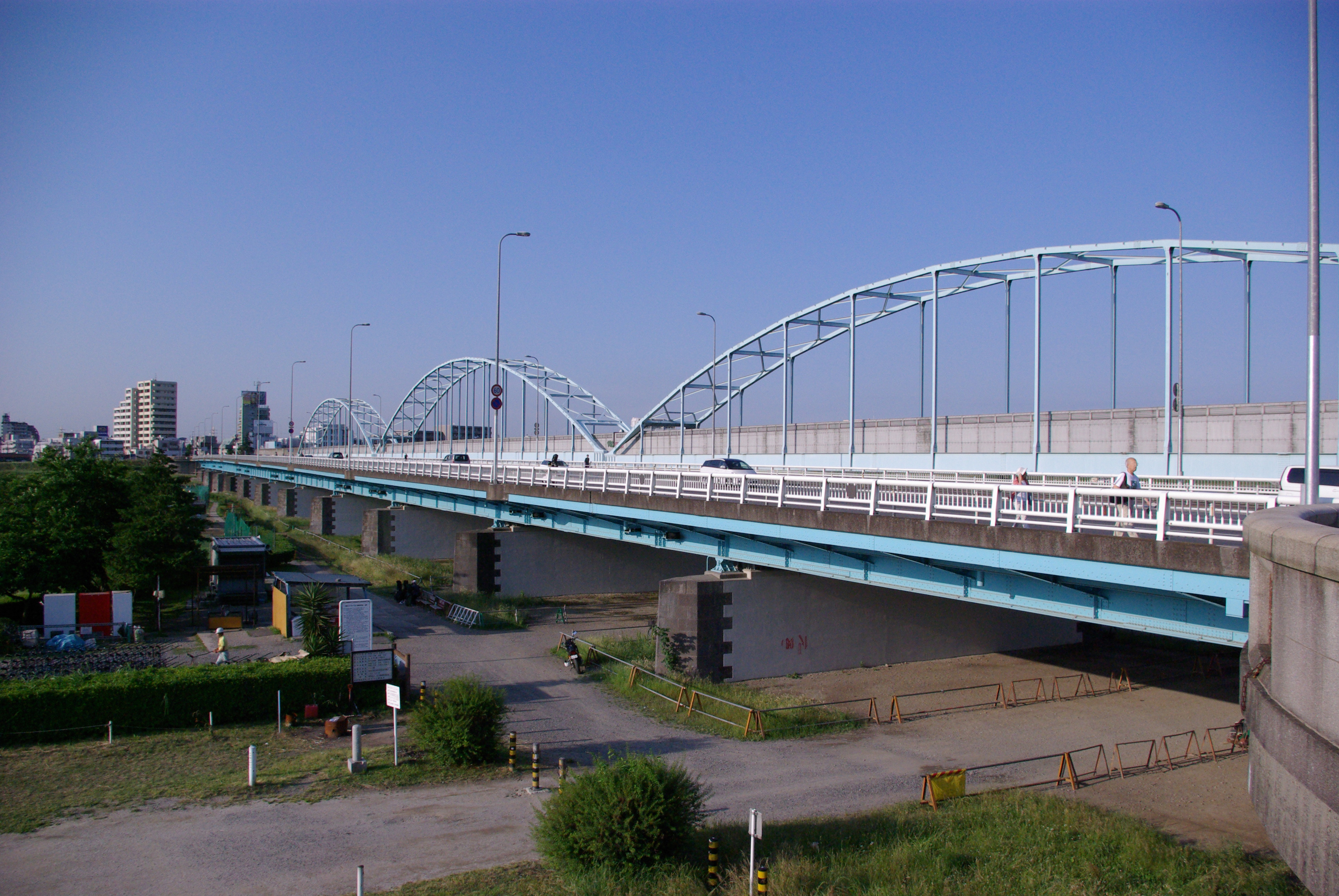
多摩川大橋

#### 松原橋立体
松原橋は東京都道318号環状七号線（環七通り）を越える跨道橋であり、1940年（昭和15年）に完成した。なお、第二京浜国道と環七通りをランプで接続する構造は、日本初のインターチェンジ構造（不完全クローバー型）となる立体交差である。馬込インターチェンジとも呼ばれる。
なお、松原橋の橋下には、都営地下鉄浅草線馬込駅の出入口がある。

#### 多摩川大橋
多摩川を越える、第二京浜の橋である。

#### 響橋
第二京浜を越える、横浜市道85号線の橋である。

## 地理

### 通過する自治体
- 東京都
  - 品川区 - 大田区
- 神奈川県
  - 川崎市（幸区） - 横浜市（鶴見区 - 神奈川区）

### 交差する道路
| 交差する道路                                          | 交差場所 | 交差場所 | 交差場所 | 交差場所             | 日本橋 から (km) |
| ----------------------------------------------------- | -------- | -------- | -------- | -------------------- | ---------------- |
| 国道1号 / 桜田通り（日本橋・桜田門方面）              |          |          |          |                      |                  |
| 東京都道317号環状六号線 / 山手通り                    | 東京都   | 品川区   | 品川区   | 西五反田一丁目交差点 | 10.3             |
| 東京都道2号東京丸子横浜線 / 中原街道                  | 東京都   | 品川区   | 品川区   | 中原口交差点         | 10.7             |
| 首都高速2号目黒線                                     | 東京都   | 品川区   | 品川区   | 戸越出入口           | 11.1             |
| 東京都道420号鮫洲大山線 / 26号線通り                  | 東京都   | 品川区   | 品川区   | 戸越三丁目交差点     | 11.8             |
| 東京都道318号環状七号線 / 環七通り                    | 東京都   | 大田区   | 大田区   | 松原橋交差点         | 13.6             |
| 東京都道421号東品川下丸子線 / 池上通り                | 東京都   | 大田区   | 大田区   | 千鳥一丁目交差点     | 16.5             |
| 東京都道311号環状八号線 / 環八通り                    | 東京都   | 大田区   | 大田区   | 矢口陸橋交差点       | 17.3             |
| 東京都道11号大田調布線 / 多摩堤通り                   | 東京都   | 大田区   | 大田区   |                      | 17.5             |
| 川崎市主要地方道幸多摩線 / 多摩沿線道路               | 神奈川県 | 川崎市   | 幸区     | （接続なし）         | 18.7             |
| 国道409号 / 府中街道                                  | 神奈川県 | 川崎市   | 幸区     | 遠藤町交差点         | 19.7             |
| 神奈川県道140号川崎町田線 / 尻手黒川道路              | 神奈川県 | 川崎市   | 幸区     | 尻手交差点           | 21.2             |
| 末吉大通り                                            | 神奈川県 | 横浜市   | 鶴見区   | 下末吉交差点         | 23.0             |
| 神奈川県道14号鶴見溝ノ口線                            | 神奈川県 | 横浜市   | 鶴見区   | 宮ノ下交差点         | 23.3             |
| 横浜市主要地方道85号鶴見駅三ツ沢線 / 鶴見獅子ヶ谷通り | 神奈川県 | 横浜市   | 鶴見区   | 響橋（接続なし）     | 24.3             |
| 神奈川県道111号大田神奈川線                           | 神奈川県 | 横浜市   | 神奈川区 | 大口通交差点         | 27.8             |
| 神奈川県道2号東京丸子横浜線綱島街道                   | 神奈川県 | 横浜市   | 神奈川区 | 浦島丘交差点         | 28.3             |
| 国道1号 / 横浜新道                                    | 神奈川県 | 横浜市   | 神奈川区 | 立町交差点           | 28.9             |
| 神奈川県道12号横浜上麻生線 / 横浜上麻生道路           | 神奈川県 | 横浜市   | 神奈川区 | 東神奈川駅前交差点   | 29.3             |
| 横浜市主要地方道83号青木浅間線 / 環状1号              | 神奈川県 | 横浜市   | 神奈川区 | 青木橋交差点         | 30.4             |
| 国道15号 / 青木通り                                   | 神奈川県 | 横浜市   | 神奈川区 | 青木通交差点         | 30.5             |
| 国道1号 / 東海道（戸塚・保土ケ谷方面）                |          |          |          |                      |                  |

### 交通機関
起点付近に五反田駅があり、都営浅草線が西馬込駅まで地下を通る。途中、戸越駅、中延駅、馬込駅を設置する。
また交差する鉄道路線としては、東急池上線（品川区の大崎広小路駅 - 戸越銀座駅間、大田区の千鳥町駅 - 池上駅間）、東急大井町線（中延駅付近）、東急多摩川線（武蔵新田駅 - 矢口渡駅間）、南武線（尻手駅付近）、品鶴線（横須賀線・湘南新宿ライン等。新川崎駅 - 鶴見駅間）、東海道貨物線（鶴見駅 - 横浜羽沢駅間）、横浜線（東神奈川駅 - 大口駅間。当道路は東神奈川駅前も通る）、東海道本線・京急本線（青木橋、京急神奈川駅前）の各線がある。
路線バスは五反田駅から川崎市内（遠藤町交差点で離脱し川崎駅へ）まで東急バス反01系統があるほか、都内で同社の複数路線が通過する。川崎市内では川崎市バスや川崎鶴見臨港バスの路線が、また川崎駅と横浜駅を結ぶ横浜市営バス7系統が当道路を経由。横浜市内に入ると29系統（宮の下以南で7系統と並行）など複数の横浜市営バス路線が乗り入れる。

### 周辺

#### 岸谷の湧水

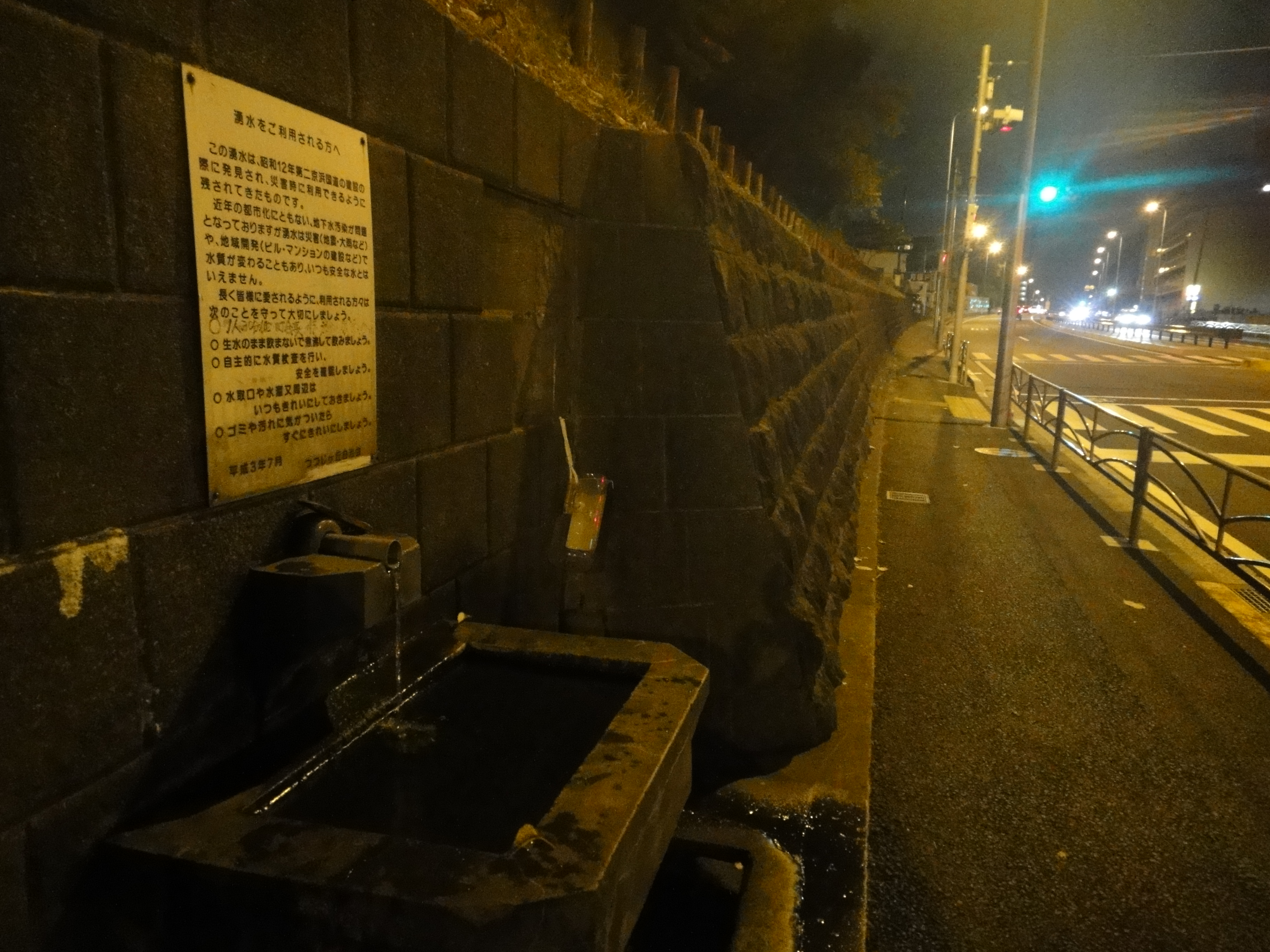
岸谷の湧水

第二京浜国道建設中の1937年（昭和12年）に、神奈川県横浜市鶴見区岸谷で湧水が発見される。近年の地域開発や横浜環状北線の建設により水質への影響が懸念されているが、現在まで大きな問題は発生していない。

## その他
- フランク永井のヒット曲「夜霧の第二国道」1957年（昭和32年）はこの国道がモデルである。翌1958年、日活の映画にもなった。

## ギャラリー

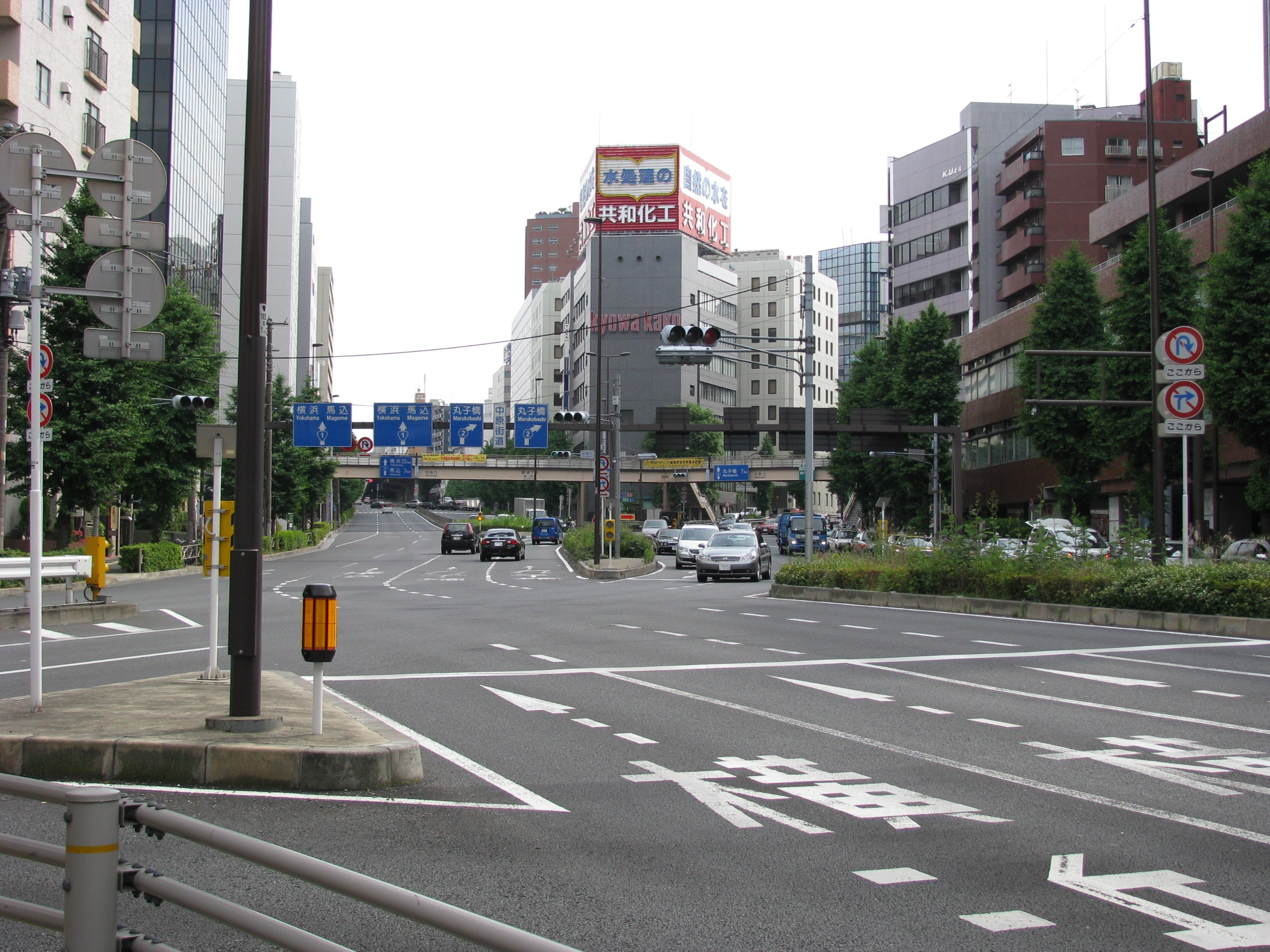
東京都品川区 中原口交差点 過去、奥の中央にある信号機を中心にロータリーとなっていた
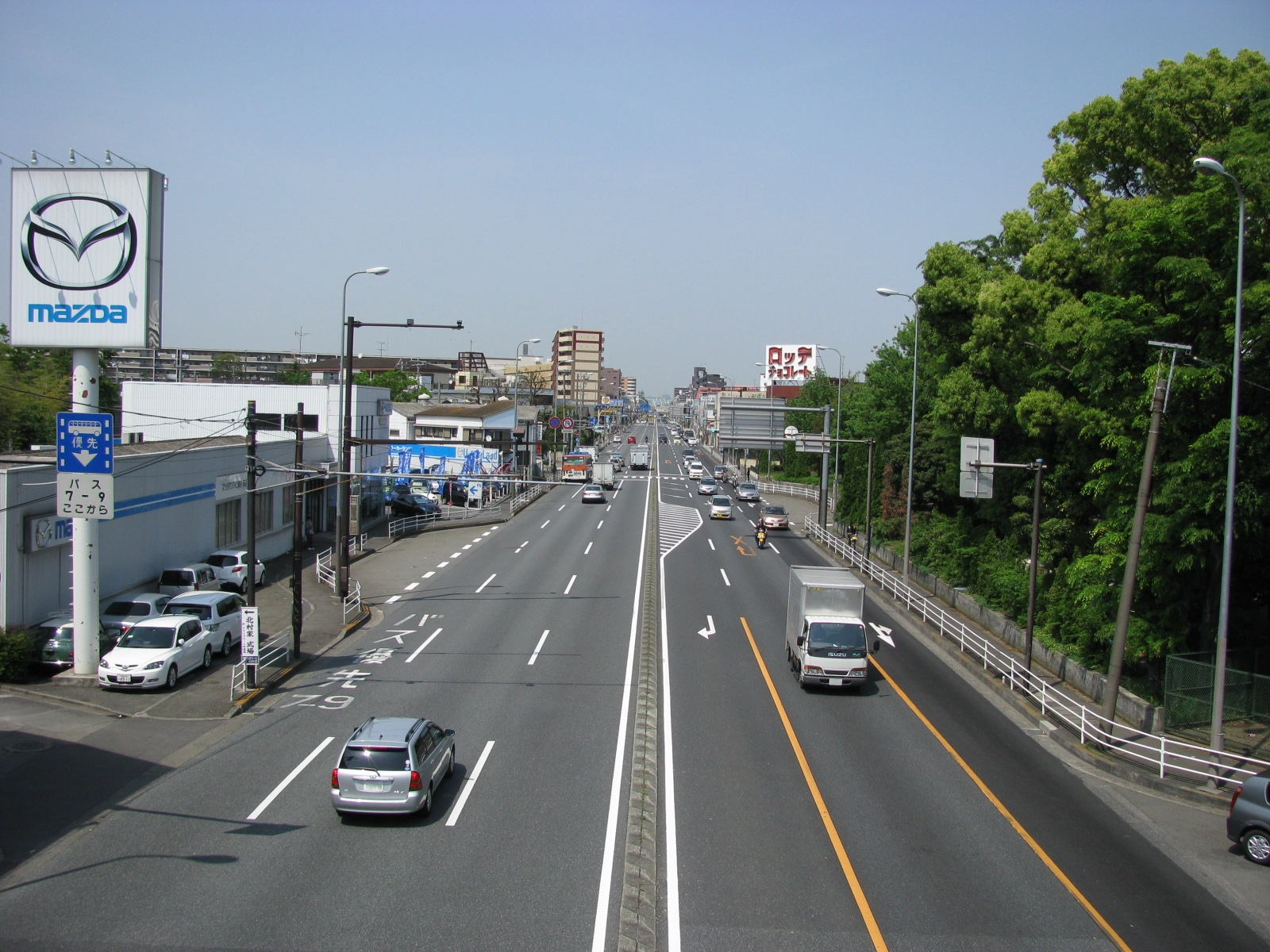
神奈川県川崎市幸区 都町交差点付近
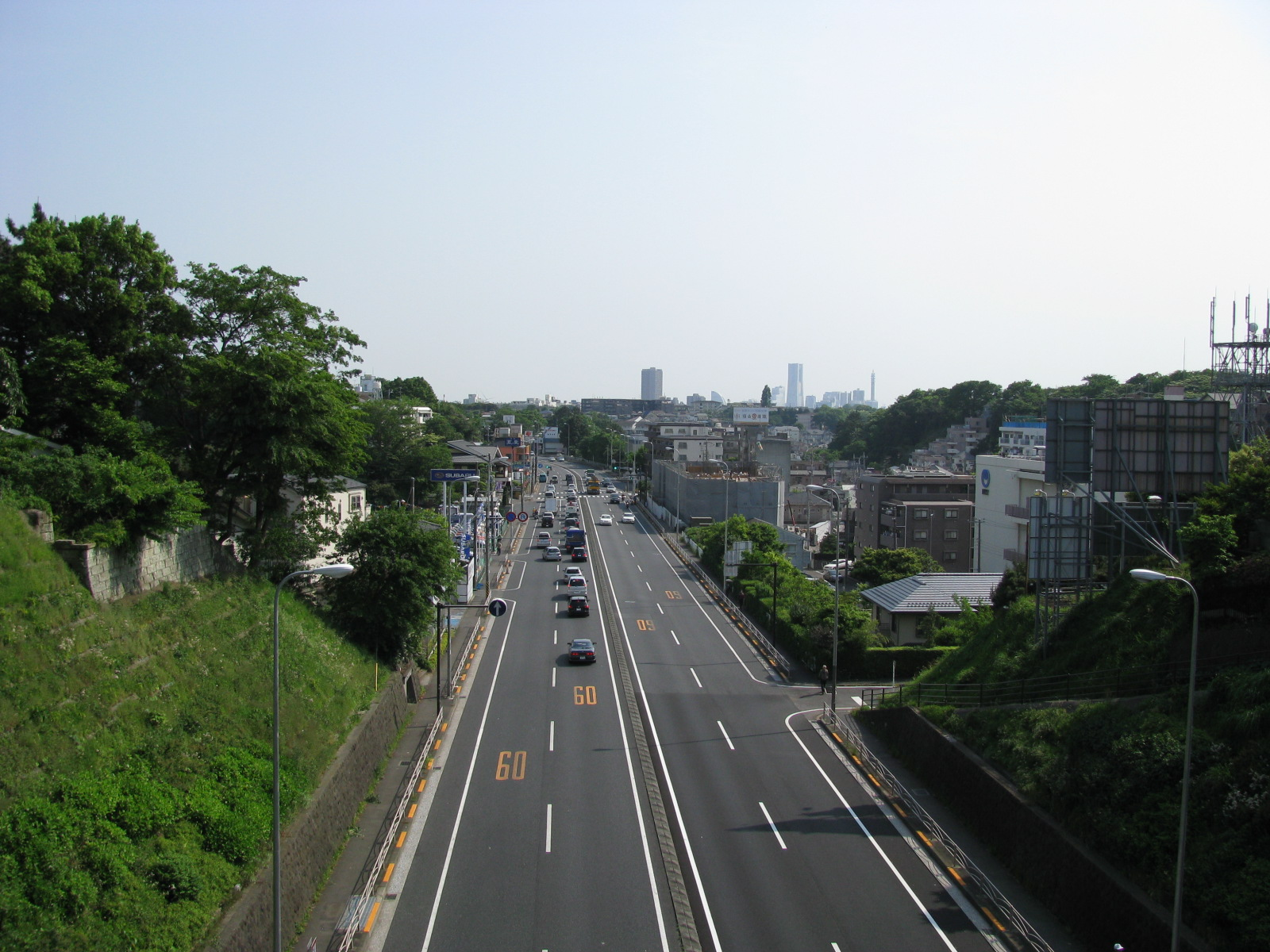
神奈川県横浜市鶴見区 響橋上から横浜市中心部方向を望む
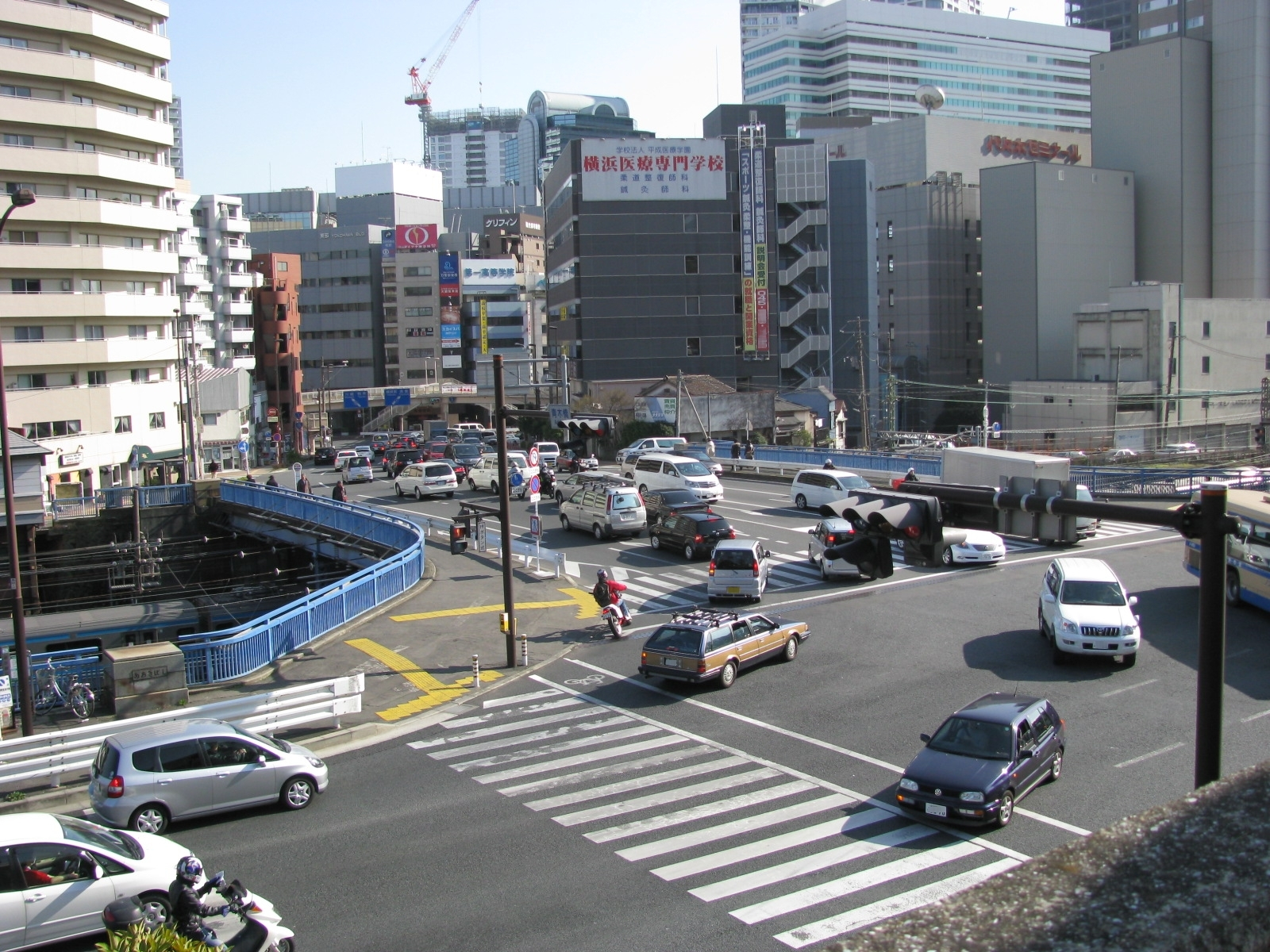
神奈川県横浜市神奈川区 青木橋交差点